# 子弹芋螺
子弹芋螺（学名：Conus mitratus），是新腹足目芋螺科芋螺属的一种。主要分布于印度尼西亚、台湾，常栖息在潮间带、沿海。